# Archer MacLean's Mercury
Archer MacLean's Mercury est un jeu vidéo de puzzle sorti en 2005 sur PlayStation Portable. Développé par Awesome Studios et édité par Ignition Entertainment, le jeu a été conçu par Archer MacLean. Il a connu une suite l'année suivante titrée Mercury Meltdown.

## Système de jeu
Dans ce jeu, le joueur doit déplacer une bille de mercure à travers 72 niveaux (composant eux-mêmes 6 mondes différents) dans lesquels il faut accomplir des missions en faisant des combos et battant le boss. Le joueur ne contrôle pas la bille mais le plateau via le pad analogique.